# Ҥ
Ҥ, ҥ – ligatura rozszerzonej cyrylicy powstała z połączenia liter Н oraz Г. Używana jest w dialekcie wyspy Beringa języka aleuckiego oraz w językach: ałtajskim, maryjskim i jakuckim. We wszystkich wspomnianych językach odpowiada dźwiękowi [ŋ], tj. spółgłosce nosowej tylnojęzykowo-miękkopodniebiennej dźwięcznej.

## Kodowanie
| Znak                   | Ҥ                                | Ҥ                                | ҥ                              | ҥ                              |
| ---------------------- | -------------------------------- | -------------------------------- | ------------------------------ | ------------------------------ |
| Nazwa w Unikodzie      | CYRILLIC CAPITAL LIGATURE EN GHE | CYRILLIC CAPITAL LIGATURE EN GHE | CYRILLIC SMALL LIGATURE EN GHE | CYRILLIC SMALL LIGATURE EN GHE |
| Kodowanie              | dziesiątkowo                     | szesnastkowo                     | dziesiątkowo                   | szesnastkowo                   |
| Unicode                | 1188                             | U+04A4                           | 1189                           | U+04A5                         |
| UTF-8                  | 210 164                          | d2 a4                            | 210 165                        | d2 a5                          |
| Odwołania znakowe SGML | &#1188;                          | &#x04A4;                         | &#1189;                        | &#x04A5;                       |